# A Little Touch of Schmilsson in the Night
A Little Touch of Schmilsson in the Night ist das siebente Studioalbum des US-amerikanischen Sängers Harry Nilsson. Es erschien im Juni 1973 unter dem Label RCA Victor und wurde von dem Ex-Beatles-Pressesprecher Derek Taylor produziert. Das Album wurde von Frank Sinatras ehemaligem Arrangeur Gordon Jenkins arrangiert. Nilsson setzte fast ein Jahrzehnt vor vielen anderen Interpreten ein volles Orchester ein. Da Nilsson sein Effektarsenal nicht missen mochte, gab es zu diesem Album keinen Liveauftritt. Das Cover wurde in George Harrisons Villa aufgenommen.

## Hintergrund
A Little Touch of Schmilsson in the Night basiert auf US-amerikanischen Standardtiteln, welche ein Jahrzehnt vor der erneuten Popularität dieses Musikstils produziert wurde. Während das Album in den Charts nur mäßigen Erfolg hatte, wird es oft als das beste Beispiel von Harry Nilssons virtuosem Gesang angesehen.

## Titelliste
1. Lazy Moon – Text und Musik: Bob Cole, J. Rosamond Johnson – 3:20
2. For Me and My Gal – Edgar Leslie, E. Ray Goetz, George W. Meyer – 2:47
3. It Had to Be You – Isham Jones, Gus Kahn – 2:45
4. Always – Irving Berlin – 1:34
5. Makin’ Whoopee – Gus Kahn, Walter Donaldson – 4:25
6. You Made Me Love You – Joseph McCarthy, James V. Monaco – 2:32
7. Lullaby in Ragtime – Sylvia Fine – 3:39
8. I Wonder Who’s Kissing Her Now – Joe Howard, Harold Orlob, Frank R. Adams, Will M. Hough – 2:40
9. What'll I Do? – Irving Berlin – 2:25
10. Nevertheless (I'm in Love with You) – Bert Kalmar, Harry Ruby – 2:38
11. This Is All I Ask – Gordon Jenkins – 3:35
12. As Time Goes By – Herman Hupfeld – 3:31

Neuauflage von 1988
1. Intro – 0:15
2. Lazy Moon – Bob Cole, J. Rosamond Johnson – 3:20
3. For Me and My Gal – Edgar Leslie, E. Ray Goetz, George W. Meyer – 2:47
4. It Had to Be You – Isham Jones, Gus Kahn – 2:45
5. Always – Irving Berlin – 1:34
6. Makin' Whoopee – Gus Kahn, Walter Donaldson – 4:25
7. You Made Me Love You – Joseph McCarthy, James V. Monaco – 2:32
8. Lullaby in Ragtime – Sylvia Fine – 3:39
9. I Wonder Who’s Kissing Her Now – Joe Howard, Harold Orlob, Frank R. Adams, Will M. Hough – 2:40
10. What'll I Do? – Irving Berlin – 2:25
11. Nevertheless (I'm in Love with You) – Bert Kalmar, Harry Ruby – 2:38
12. This Is All I Ask – Gordon Jenkins – 3:35
13. As Time Goes By – Herman Hupfeld – 3:31
14. I'm Always Chasing Rainbows – Harry Carroll, Joseph McCarthy – 3:16
15. Make Believe – Oscar Hammerstein II, Jerome Kern – 2:21
16. Trust in Me – Ned Wever, Milton Ager, Jean Schwartz – 2:26
17. It’s Only a Paper Moon – Harold Arlen, E. Y. Harburg, Billy Rose – 3:12
18. Thanks for the Memory – Ralph Rainger, Leo Robin – 2:46
19. Over the Rainbow – Harold Arlen, E. Y. Harburg – 3:29
20. Outro – 0:14

## Rezeption
Die Tageszeitung The Guardian lobt die Orchestrierung und weiterhin die gleichzeitig zerbrechliche und melancholische Stimme des Sängers. Auch Allmusic bescheinigt Harry Nilsson den herausragenden Einsatz des Orchesters und bezeichnete ihn als „wunderbaren Interpret“.